# Port lotniczy El Salvador Bajo
Port lotniczy El Salvador Bajo – port lotniczy zlokalizowany w chilijskim mieście El Salvador.